# Axé do Dengo
"Axé do Dengo" é o primeiro episódio da primeira temporada da sitcom brasileira Sob Nova Direção, protagonizada por Heloísa Perissé e Ingrid Guimarães, e exibida pela Rede Globo no dia 18 de abril de 2004 (o Canal Viva reprisou o episódio no dia 6 de outubro de 2010). Após o piloto de final de ano exibido no dia 28 de dezembro de 2003, a série foi escolhida pela Rede Globo para fazer parte de sua programação, sendo encomendado 35 episódios exibidos sempre nas noites de domingo, após o Fantástico. O episódio "Axé do Dengo" conta com as participações especiais de Mônica Martelli, Ricardo Kosovski e Ana Maria Braga.
No episódio, após tentativas fracassadas de atrair público para o bar, Pit e Belinha descobrem que o ex-marido de Belinha está fazendo sucesso com um drink em seu novo bar. Dessa forma, Moreno inventa um drink chamado "axé do dengo", o que faz com que o público se interesse pelo bar e seu drink especial, mas com o passar do tempo, efeitos colaterais vão surgindo, o que acarreta numa série de confusões. O episódio foi bem aceito pela crítica, que elogiou o texto e a interpretação de Heloísa e Ingrid, além de ter marcado uma média de audiência de 27 pontos.

## História
"Axé do Dengo" começa com Pit (Ingrid Guimarães) e Belinha (Heloísa Perissé) recriando uma cena do filme Chicago (2002) no bar administrado por ambas, mas a única platéia do bar são seus empregados Moreno (Luís Miranda) e Franco (Luis Carlos Tourinho). Frustradas, as amigas veem um jornal, trazido pelo único cliente do bar, Horácio (Otávio Müller), onde o ex-marido de Belinha, Carlos (Ricardo Kosovski) e sua atual mulher, Jéssica (Mônica Martelli), estão fazendo sucesso na noite com um bar. Determinadas a descobrir a razão do sucesso do bar e copiar a fórmula, as duas vão ao local disfarçadas e acabam se metendo numa confusão com Jéssica, onde as amigas a desafiam na pista de dança.
Após serem expulsas do bar, Pit tenta descobrir um drink para atrair os clientes, até que o garçom Moreno inventa um coquetel afrodisíaco chamado "axé do dengo elétrico". Provado e aprovado por Horácio, o drink começa a chamar atenção de todos, fazendo com que o bar tenha uma guinada e fique repleto de clientes, tendo até participação musical de Lan Lan e os Elaines. Com o sucesso do drink, o ex-marido de Belinha vai ao bar das amigas para fazer um convite a Moreno para trabalhar em seu bar rival.
Com o sucesso do drink, as amigas são convidadas para ir ao programa Mais Você da Ana Maria Braga para dar uma entrevista sobre o coquetel chamado "axé do dengo". Primeiramente, Pit e Belinha estipulam um limite de 13 palavras para cada uma dizer, mas o acordo acaba sendo esquecido e as duas discutem no ar, deixando Ana Maria atônita. Após o fracasso do programa, Moreno se sente traído por não ter sido mencionado no programa, já que ele era o criador, e acaba indo trabalhar no bar rival, devido as brigas constantes das duas, e depois resolve pegar um ônibus para sua cidade natal, Salvador. Pit e Belinha vão à rodoviária e convencem Moreno a voltar a trabalhar no bar, e ao chegar lá, descobrem que todos os clientes ficaram carecas após tomarem o drink. Após pagar a indenização, as duas ficam zeradas e acabam rindo de uma coluna no jornal, onde Carlos e Jéssica aparecem carecas.

## Recepção
O primeiro episódio do programa recebeu uma crítica extremamente positiva de Diógenes Campanha da ISTOÉ Gente, que avaliou o episódio com 4 de 5 estrelas. Diógenes elogiou a dupla, dizendo que "a química entre as duas é a maior qualidade do seriado, demonstra[ndo] o excelente timing de comédia das atrizes." O crítico também notou que elas são "afiadas no texto e na interpretação," sendo assim "capazes de transformar cenas comuns, como um conflito entre amigas, em situações hilárias."
Entre os coadjuvantes, o crítico destacou a atuação de Luís Miranda, que segundo ele, "aproveitou a grande participação de seu personagem para se destacar," mas notou que Luís Carlos Tourinho e Otávio Müller tiveram atuações discretas. Diógenes terminou a avaliação dizendo que "o programa é mais uma prova de que há espaço para humor inteligente na tevê, sem precisar de sexo ou escatologia para fazer rir."

### Audiência
"Axé do Dengo" alcançou média de audiência de 27 pontos na Grande São Paulo (com 53% de participação no número de televisores ligados).